# マナガツオ科
マナガツオ科（真魚鰹科、学名：Stromateidae)はサバ目イボダイ亜目の下位分類群の一つ。和名にあるマナガツオ(真魚鰹, 真名鰹, 鯧)など、3属17種が所属する。体高が高く、扁平な体型をもつ小型から中型の海水魚である。　

## 概要
南北アメリカ大陸、アフリカ西部、南アジア、東南アジアの沿岸域に分布する。体高が非常に高く、成魚は腹鰭をもたない。背鰭は1つで、臀鰭の棘条は2-6本。
中国、台湾では「鯧科」といい、マナガツオ属の魚は食用魚として重要である。英語ではButter fishといい食用魚とされる。
カツオ(サバ科)やイボダイ（地方名シズ。イボダイ科)は別科の魚。
中国語でも「鯧」がついても、イボダイ科、アジ科など別科の魚である場合がある。

## 下位分類
- マナガツオ属[2] Pampus Bonaparte, 1834 - 6種
  - Pampus argenteus (Euphrasen, 1788)
  - シナマナガツオ[2] Pampus chinensis (Euphrasen, 1788)
  - ヒレナガマナガツオ[2] Pampus cinereus (Bloch, 1795)
  - コウライマナガツオ[2] Pampus echinogaster (Basilewsky, 1855)
  - Pampus minor Liu & Li, 1998
  - マナガツオ[2] Pampus punctatissimus (Temminck & Schlegel, 1845)

- ニシマナガツオ属[3] Peprilus Cuvier, 1829 - 8種
  - Peprilus alepidotus (Linnaeus, 1766)
  - Peprilus medius (Peters, 1869)
  - Peprilus ovatus Horn, 1970
  - ニシマナガツオ[3][4] Peprilus paru (Linnaeus, 1758)
  - Peprilus simillimus (Ayres, 1860)
  - Peprilus snyderi Gilbert & Starks, 1904
  - バターフィッシュ[4] Peprilus triacanthus (Peck, 1804)

- Stromateus Linnaeus, 1758  - 3種
  - ゴマシズ[5] Stromateus brasiliensis Fowler, 1906
  - Stromateus fiatola Linnaeus, 1758
  - ホシゴマシズ[6] Stromateus stellatus Cuvier, 1829